# Közép-kínai juhar
A közép-kínai juhar vagy David-juhar (Acer davidii) a szappanfavirágúak (Sapindales) rendjébe és a szappanfafélék (Sapindaceae) családjába tartozó faj.

## Elterjedése
Közép-Kína hegyvidéki erdeiben, cserjéseiben honos.

## Leírása
Terebélyes, 20 méter magas lombhullató fa. Kérge zöld, hosszanti fehér csíkokban hámló. Később szürke és töredezett. Levelei tojásdadok, 15 cm hosszúak, 10 cm szélesek; nem, vagy csak alig karéjosak, fűrészesek, szíves vállúak. Felszínük fénylő zöld, fonákjuk fiatalon pelyhes. Ősszel többnyire narancssárgára színeződnek. Virágai aprók, zöldek, bókoló fürtökben a levelekkel együtt, tavasz végén jelennek meg. A termés ikerlependék, a termésszárnyak csaknem egy vonalban állnak.

## Alfajok és kertészeti változatok
Két alfaját írták le:
- Acer davidii subsp. davidii – kérge zöldes-barnás fehér csíkokkal. A fiatal hajtások és a levélnyél a rózsaszínes-zöldek.
- Acer davidii subsp. grosseri (Pax) de Jong (önálló fajként is leírták Acer grosseri Pax és Acer hersii Rehd. néven is.) – Kérge a zöldestől a fehérig változik, zöld csíkokkal. Fiatal hajtások és a levélnyél zöldek. A levél gyakrabban háromkaréjú.

Ismertebb fajtái:
- 'Canton'. Kérgének zöld csíkozottságában lila árnyalat figyelhető meg.
- 'Ernest Wilson'. Nagylevelű fajta, őszi lombja narancsszínű.
- 'George Forrest'. Fiatal hajtásai sötétvörösek, nagy, sötétzöld levelei ősszel alig színeződnek.
- 'Serpentine'. Levelei kicsik, keskenyek.

## Képek

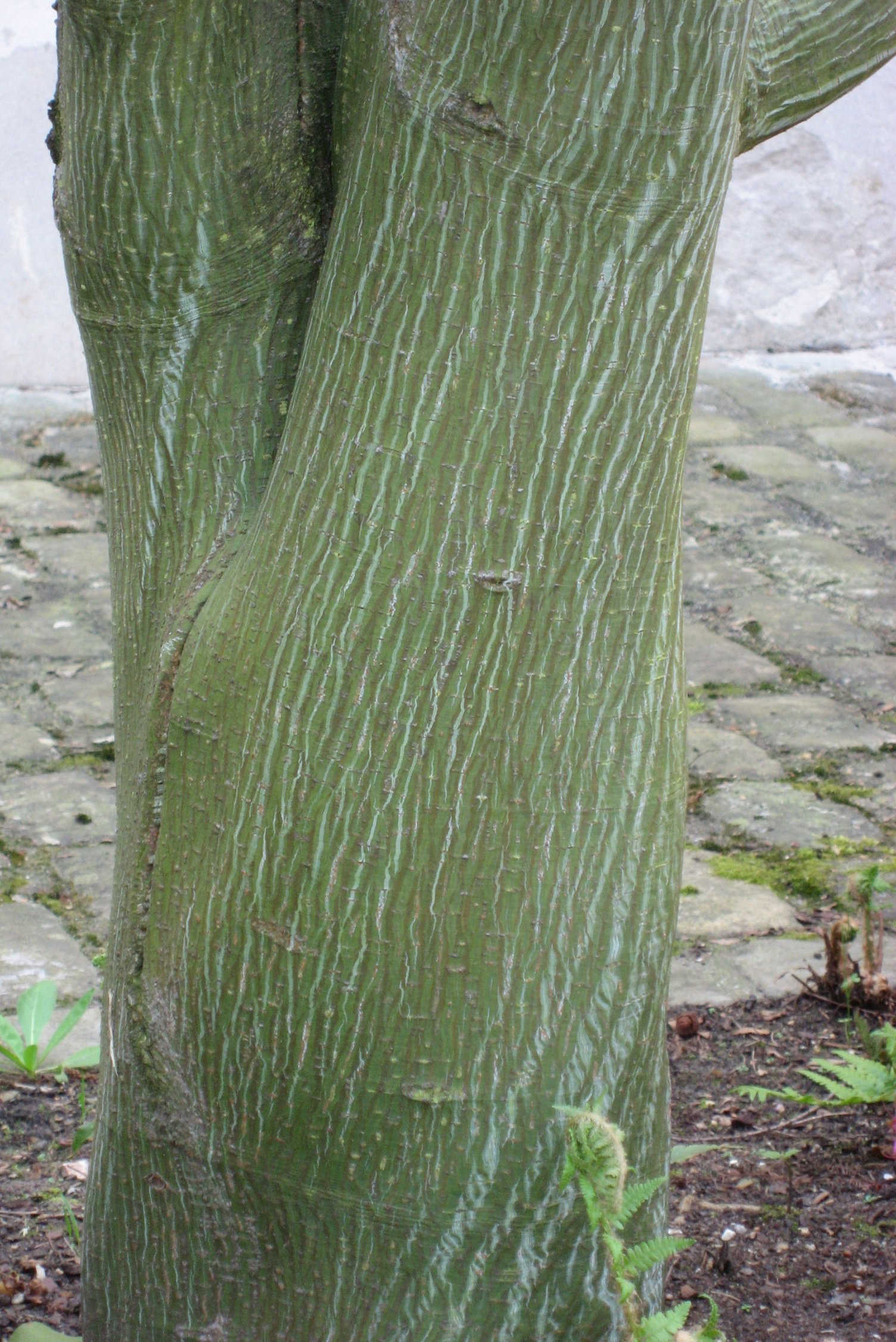
Kérge
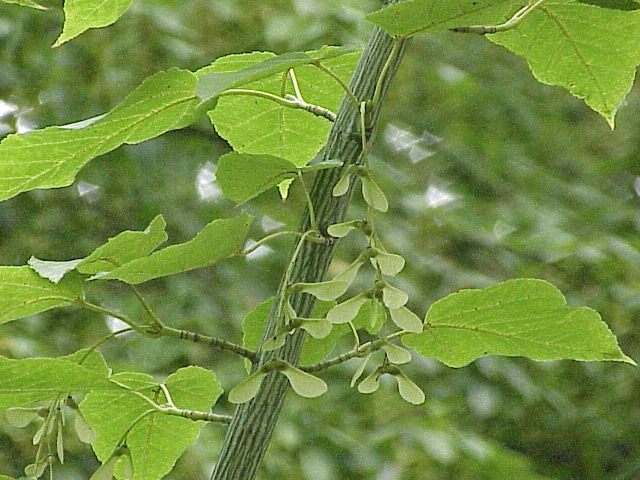
Termése